# Kürt Teavün ve Terakki Cemiyeti
Die Kürt Teavün ve Terakki Cemiyeti (türkisch für Kurdisches Komitee für gegenseitige Hilfe und Fortschritt, kurdisch: Cemiyeta Teawun û Teraqiya Kurd) war die erste ihrem Selbstverständnis nach explizit kurdische politische Organisation im Osmanischen Reich.
Sie wurde am 19. September 1908 in Istanbul von hochgestellten Persönlichkeiten der kurdischen Gesellschaft, darunter Seyyit Abdülkadir, Emin Ali Bedirxan, Mehmet Şükrü Sekban und Ismail Paschazade Müsir Ahmet Pascha gegründet. Die politische Ausrichtung war konservativ und pro-osmanisch, die Organisation verfolgte keine kurdisch-nationalistischen Ziele, sondern wollte „Einheit und Harmonie unter den verfeindeten Stämmen in Kurdistan [herstellen]“ und der kurdischen Bevölkerung Verfassungs- und Herrschaftssystem des osmanischen Reiches näherbringen. Des Weiteren widmete sie sich der Förderung der Bildung unter den Kurden, zum Beispiel durch die Gründung einer kurdischen Schule, und gab sie eine Zeitschrift namens Kürt Teavün ve Terakki Gazetesi heraus. Die erste Ausgabe erschien am 5. Dezember 1908. Der verantwortliche Herausgeber war Pîremêrd. In der Zeitung schrieben Leute wie Said Nursî, Abdullah Cevdet und auch Süleyman Nazif.
Das Bild der Gruppierung in der historischen Fachliteratur, wo sie häufig unter dem falschen Namen Kürdistan Taali ve Terakki Cemiyeti (Komitee für den Aufstieg und Fortschritt Kurdistans) erscheint, weicht teilweise deutlich von den in den Dokumenten des Komitees belegbaren Zielsetzungen ab. Diese Darstellung geht auf Sureya Bedirxan, den Sohn des Mitbegründers Emin Ali Bedirxan, zurück, der im Gegensatz zu seinem Vater kurdisch-nationalistische Ziele verfolgte und entsprechend auch der ersten kurdischen Organisation solche Bestrebungen unterstellte.
Die Kürt Teavün ve Terakki Cemiyeti vertrat ein ausgesprochen elitär-aristokratisches Politikverständnis. Sie sah die Bevölkerung als eine Art Schafherde, die der Führung durch Adlige bedürfte.
Der größte Erfolg des Komitees war die Einrichtung zweier Kommissionen durch die Regierung, die zur Kontrolle der örtlichen Verwaltung nach Ostanatolien entsandt wurden. Im Gegensatz dazu gelang es nicht, in nennenswertem Ausmaß eine Anhängerschaft unter der kurdischen Landbevölkerung zu gewinnen, der Einfluss der KTTC blieb auf Arbeitsmigranten in Istanbul begrenzt.